# Gods on Voodoo Moon
Gods on Voodoo Moon es la primera grabación de la banda estadounidense de heavy metal White Zombie, publicado en formato EP en 1985 a través de la discográfica independiente Silent Explosion.

## Producción
Las 6 canciones del disco, incluidas "Black Friday" y "Dead or Alive", se grabaron en una única sesión de estudio y en una sola toma cada una de ellas, en noviembre de 1985 en Batcave Studios, Nueva York.

## Lanzamiento y recepción
En un principio, el EP se lanzó en una edición de vinilo. En la misma sesión de estudio se grabaron las canciones "Black Friday" y "Dead Or Alive" que sólo aparecen en la versión en casete publicada en 1989 por Caroline Records. Debido a la falta de medios, sólo se lanzaron 300 copias de la versión en vinilo, de las cuales sólo se vendieron unas 100. El restante lo conservaron los integrantes de la banda.

## Lista de canciones
Todas las letras escritas por Rob Straker, toda la música compuesta por White Zombie. 
| N.º | Título                           | Duración |  |
| 1.  | «Gentleman Junkie»               | 2:13     |  |
| 2.  | «King of Souls [W.Z.]»           | 2:19     |  |
| 3.  | «Tales From the Scarecrow Man»   | 3:17     |  |
| 4.  | «Cat's Eye Resurrection»         | 1:40     |  |
| 5.  | «Black Friday» (versión casete)  | 3:09     |  |
| 6.  | «Dead or Alive» (versión casete) | 1:49     |  |

## Créditos
- Gary Dorfman - ingeniero
- ENA Kostabi - guitarra
- Peter Landau - batería
- Rob Straker - voz
- Sean Yseult - bajo